# Rabiąż
Rabiąż [ˈrabjɔ̃ʂ] (tiếng Đức: Fernosfelde) là một ngôi làng thuộc khu hành chính của Gmina Wolin, thuộc quận Kamień, West Pomeranian Voivodeship, ở phía tây bắc Ba Lan.
Đó là khoảng 9 kilômét (6 mi) phía bắc của Wolin, 16 km (10 mi) phía tây Kamień Pomorski và 56 km (35 mi) phía bắc thủ đô khu vực Szczecin.
Làng có dân số 40 người.